# Gunilla Roijer
Gunilla Roijer (født 1952 i Hillerød) er en dansk journalist, der fra 1990 til 2019 var ansat på TV 2 Nyhedernes redaktion på Christiansborg.
Roijer læste jura 1971-1973 og handelskorrespondance ved Handelshøjskolen i København 1976-1978, inden hun i 1982 blev uddannet journalist fra Danmarks Journalisthøjskole. Fra 1982 var hun ansat ved Dagbladet Aktuelt, hvorefter hun i 1984 kom til DR's Radioavisen. I 1990 blev hun ansat som politisk reporter ved TV 2. Her var hun ansat til sin pensionering i 2019. 
Gunilla Roijer debuterede i 2006 som forfatter med Borgens Dronninger, der portætterede nogle af Folketingets markante kvindelige politikere.